# ميسروب ماشدوتس
ميسروب ماشدوتس (بالأرمنية: Մեսրոպ Մաշտոց) ولد عام 361 (أو 362) في منطقة طارون في أرمينيا التاريخية وتوفي عام 440 (أو 439) في فاغارشابات. هو راهب أرمني لاهوتي وعالم لغويات، يشتهر بكونه واضع الأبجدية الأرمنية، حيث قام في فترة حكم فرام شابوه (392 – 414) باختراع الأحرف الأرمنية وذلك بين عامي 392 و406 م.

## نشأته وحياته
ينتسب ميسروب لفرع من فروع عائلة الجاثليق غريغوريوس المنور (257 – 331 م) مؤسس وشفيع الكنيسة الأرمنية الرسولية، وكان مقرباً من البلاط حيث شغل عدة مناصب إدارية وعسكرية في القنصلية الملكية، وبفضل اهتمامه الكبير باللغات اتقن ميسروب إضافة للغته الأم اللغات اليونانية والفارسية والسريانية.

### عمله في حقل اللغة
بعد انخراطه في الحياة الرهبانية عكف ماشدوتس على التبشير في المناطق التي كانت لا تزال تدين بالوثنية في سيونيك (حالياً جنوب ارمينيا وقرة باغ)، وهناك أوجد فيها أحد أول أديرتها. انتقل بعد ذلك للتبشير في كوغته شرقي ناخيتشيفان، ولكنه واجه صعوبات بالوعظ بالأرمنية بسبب سوء ترجمة الكتب المقدسة في هذه اللغة مما دفعه لاستشارة بطريرك الكنيسة الأرمنية آنذاك ساهاك بارثيف في الموضوع. كانت حينها فكرة خلق أحرف أرمنية منتشرة في الأوساط الثقافية في البلاد.
وجد ميسروب لدى مطران سرياني اسمه دانيال وثائق كثيرة حول الأبجديات المختلفة، استنبطت بفضلها أحرف أرمنية أولية وبرعاية البطريرك ساهاك علمها لمجموعة من الأطفال خلال فترة عامين، ولكن منيت تلك التجربة بالفشل. تابع بعدها الراهب ميسروب أبحاثه في سوريا والرها ومن ثم في أميد، وهناك (أو في أنطاكية) تمكن أخيراً من تحديد المحتوى الصوتي لكل حرف، ثم قام بإعطاء الأحرف رسماً معيناً في ساموسات (قرية سامسات أو سميساط الحالية في تركيا) مستعيناً بخطاط يوناني خبير اسمه هروبانوس. ومع عودته إلى أرمينيا امتلك ميسروب كل العناصر اللازمة ليؤلف أبجدية من 36 حرفاً زيد عليها حرفين إضافيين في نهاية القرن الثاني عشر، وهكذا أخذت الأبجدية الأرمنية الكلاسيكية شكلها النهائي. وغدا ميسروب ماشدوتس من أبرز أعلام الشعب الأرمني.

## وفاته
زار ماشدوتس عام 417 مملكة جورجيا حيث حل ضيفاً على ملك البلاد، وهناك انكب على دراسة اللغة الجورجية وألف لها أبجدية مشتقة من الأحرف الأرمنية. في أخر سنين حياته سقط حكم الأسرة الأرشاخونية في أرمينيا فطلب جاثليق الأرمن إسحق من إمبراطور الساسانيين بتعيين أرداشيس الرابع ملكاً على البلاد. تسبب ذلك الحدث بخلق الفوضى في أرمينيا ومهد لعزل إسحق من مهامه حتى توفي عام 438، فرُشِح ميسروب لمنصب الجاثليق ولكنه توفي في العام التالي.

## مواضيع ذات صلة
- كنيسة الأرمن الأرثوذكس
- اللغة الأرمنية

## روابط خارجية
- ميسروب ماشدوتس على موقع الموسوعة البريطانية (الإنجليزية)
- ميسروب ماشدوتس على موقع ميوزك برينز (الإنجليزية)